# Costa do Coromandel

A costa de Coromandel fica no sudeste da Índia

Costa do Coromandel ou do Choromândel é a faixa marítima de Tâmil Nadu, no sudeste da Índia, banhada pelo oceano Índico. O nome vem de uma galicização de Chola mandalam, que quer dizer país dos Chola.
Esta costa, apesar de frequentada pelos ocidentais desde a época do Império Romano, é de navegação perigosa em particular no período das monções de leste, ou seja, de outubro a dezembro.